# 海外鉄道技術協力協会
一般社団法人海外鉄道技術協力協会（かいがいてつどうぎじゅつきょうりょくきょうかい, 英: Japan Railway Technical Service）とは、海外諸国における鉄道に関する調査研究、情報の収集及び分析を行うとともに、海外諸国に対する日本の鉄道産業等の紹介を行うことにより、日本の鉄道の海外への普及促進に資するとともに、国際協力の推進に寄与することを目的とする一般社団法人である。以前は国土交通省鉄道局所管の社団法人だったが、公益法人制度改革に伴い、2013年4月1日に一般社団法人に移行した。略称はJARTS。

## 沿革
- 1965年（昭和40年）9月1日 - 運輸大臣の設立許可を受けて「社団法人海外鉄道技術協力協会」として発足。
- 2012年（平成24年）4月1日 - 海外鉄道に係るコンサルティング事業は日本コンサルタンツ株式会社に事業譲渡[1]。
- 2013年（平成25年）4月1日 - 内閣総理大臣の認可を受けて「一般社団法人海外鉄道技術協力協会」に移行。